# Raymond Glorie
Raymond Glorie est sculpteur, médailleur et plasticien belge né le 2 mai 1918 à Bruxelles et décédé le 10 juillet 2015  à Uccle.  

## Biographie
Dès son plus jeune âge, sa mère, pianiste-amateur, initie Raymond Glorie à l'art en l’emmenant au musée et à des concerts. L’art et la culture occupent une place importante dans sa vie familiale. 
En 1934, à l'âge de 16 ans, Raymond Glorie abandonne ses études et se consacre entièrement à l’art. Le collège ne l'intéresse guère et préfère le côté plus pratique de l'apprentissage. Il commence sa carrière artistique dans l’atelier de son oncle par alliance, le sculpteur médailleur Marcel Rau (1886-1966), et y apprend le modelage. Le soir, il approfondit ses connaissances dans les ateliers de Victor Servranckx et d'Antoine Pompe à l’École des Arts décoratifs d’Ixelles. Il réalise alors des formes dépouillées, préfigurant le style qui deviendra le sien. 
En 1939, il entre dans l’atelier d’Oscar Jespers à la Cambre où il crée ses premières médailles. Il dessine d’après modèle vivant, qui deviendra par la suite sa principale source d'inspiration, à l’Académie libre L'Effort. 
De 1944 à 1970, Raymond Glorie enseigne à la Cambre l’étude de la forme et le dessin à main levée. 
En 1949, il épouse Nicole Vieujant dont il aura trois enfants. Veuf en 1956, il épouse Anne Stadler en 1960.

## Style et techniques
À partir de 1982, l'artiste crée et réalise en cire des modèles de bijoux fondus en or ou en argent qui ont les mêmes caractéristiques que sa sculpture : lignes simples et épurées, surfaces où alternent les creux et les reliefs. Il s’implique également dans la création de différentes formes  plastiques.  Il a dessiné et conçu de nombreuses formes pour le tournage d’objets en bois. Dans ses statues et médailles, il emploie la technique du modelage en terre cuite et du moulage retouché pour le bronze.
Raymond Glorie, outre ses talents de statuaire, est un médailleur apprécié tant pour ses médailles coulées à tirage limité que pour celles frappées à de nombreux exemplaires chez Fibru-Fisch à Bruxelles ou à La Monnaie de Paris,.  
Le style de Raymond Glorie montre un certain classicisme très construit, rythmé et simplifié avec une rigueur évidente. 

« J'élève donc des volumes dans l’espace, je les veux équilibrés et rythmés ; les bosses doivent répondre aux creux, le profil gauche répondre au profil droit ; cela se construit patiemment, se cherche, se balance.  Je tourne autour de l’œuvre, les vues doivent se poursuivre de quelque côté que l’on regarde ; pas de heurts, de l’harmonie et de l’équilibre toujours.  Je n’aime pas le détail qui brise la lumière, j’aimer que celle-ci se fixe largement sur les parties claires et je me plais à trouver dans les ombres une richesse de coloration. Ma technique préférée pour ces recherches est le modelage en terre, puis le moulage en plâtre.  Ce procédé est rapide et donne une grande liberté pour l’étude des masses et le fini du modelé. »

— Raymond Glorie, Revue Horizon

« Raymond Glorie nous offre une halte de paix et d’harmonie. Il est demeuré fidèle à la forme humaine en l’associant par l’élan, les creux, les replis et les douceurs  des volumes aux métamorphoses de la lumière. »

— Paul Caso, Le Phare, 1972

## Œuvres
De nombreuses œuvres de Raymond Glorie, réalisées en bronze, marbre ou terre cuite ont été acquises par des particuliers ou des organismes publics.
Liste non exhaustive de ses œuvres :
- Un et un font un
- Spleen, bronze
- Souffle
- Les filles du Rhin
- Oui à la vie
- Comme ils s'aiment!
- Caton et Porcia
- Constellations
- L'appel
- Figure de proue
- l'Anneau
- Monument aux évadés de guerre : Square G. Marlow, Bruxelles, 2001[8]
- Médaille Unicef[réf. souhaitée]
- Médaille pour les 100 ans du Groupe Delhaize[réf. souhaitée]
- Monument funéraire[Lequel ?] au cimetière de Verrewinkel

## Expositions
- 1972 : Galerie Racine à Bruxelles
- 1994 : Cercle gaulois de Bruxelles
- 2002 : Invité d'honneur à l'exposition annuelle d'Uccle centre d'art, Bruxelles
- Novembre 2009 : Galerie ART 4, Grand Sablon, Bruxelles

## Fonctions
- Enseignant à La Cambre, Institut Supérieur des Arts Décoratifs (1944 à 1970)
- Président d'Uccle Centre d'Art (1981 à 2002)
- Président de la section artistique et littéraire du Cercle royal gaulois (1984 à 1994)